# 원월드
원월드(영어: Oneworld)는 항공 동맹이다. 회원 항공 회사 및 그 계열은 스케줄, 항공권, 코드 쉐어편, 환승편의 운영, 마일리지 서비스, 공항 라운지의 공유, 경비 절감, 훈련 등, 자원의 공유나 업무의 협력을 실시하고 있다. 동맹국들의 명시된 목표는 세계의 빈번한 국제 여행자들에게 가장 먼저 선택되는 항공사 동맹체가되는 것이다. 본사는 미국 텍사스주 포트워스에 있다. 원월드는 3번째로 큰 글로벌 동맹체이다. 슬로건은 "세계 일류 항공 회사들의 동맹"이다. 2017년 10월 회원 항공사는 총 3,447대의 항공기를 공동 운항하여 158개국 1,000여 개의 공항에서 연간 13억 3천만 달러의 연간 수익을 창출하고 있다.

## 역사

### 1990년대
- 1998년
  - 9월, 아메리칸 항공, 영국항공, 캐나디안 항공, 캐세이퍼시픽 항공, 콴타스 항공이 연합을 목적으로 한 항공 동맹체인 원월드가 발족함.
- 1999년
  - 2월, 원월드가 공식 발족, 회원 항공사는 그룹의 서비스 제공을 시작함.
  - 9월, 이베리아 항공. 핀에어가 공식 회원사로 가입함.

### 2000년대
- 2000년
  - 1월, 창립 항공사였던 캐나디안 항공이 재정난으로 에어캐나다에 합병, 탈퇴되었다.
  - 5월, 원월드의 본부가 캐나다 밴쿠버에 설립되다.
  - 6월, 에어 링구스. LAN 칠레가 (현 LATAM 칠레)가 공식 회원사로 가입함.
- 2001년
  - 11월, 트랜스월드 항공. 공식 회원사로 가입함.
  - 12월, 트랜스월드 항공. 재정난으로 아메리칸 항공에 합병, 탈퇴되었다.
- 2003년
  - 9월, 스위스 국제항공은 영국항공 전략동맹을 합의하였는데 이 합의에는 공동 운항편의 확장, 런던 히드로 국제공항에서 슬롯 교환 합의 및 영국항공의 이그제큐티브 클럽과 스위스 프리크엔드 플라이어 프로그램의 통합이 포함되었고 영국항공이 확인 서류에 서명함과 동시에 가맹 요청이 접수됨.
  - 11월, 영국항공은 KLM과 동맹을 확대하기 위해 KLM의 전락적 파트너인 노스웨스트 항공을 제치고 흡수 합병이 가능여부에 대해 논의를 하였으나 결과를 맺지 못하고 KLM은 다음 해 에어프랑스와 인수됨.
- 2004년
  - 6월, 스위스 국제항공은 무거운 경비와 합병으로 인한 결과가 장기간의 이익보다 비용이 더 든다는 것을 이유로 합의를 파기하였고 그 결과 가입 신청을 중단키로 결정함.
- 2005년
  - 10월, 로얄 요르단 항공. 공식 회원사로 가입함.
  - 10월, 일본항공. 공식 회원사로 가입을 표명함. 당시 일본항공의 매출은 회원 항공사 중 최대였으며, 원월드의 현안사항이었던 아시아 태평양 지역의 노선망이 대폭 확충되게 되었음.
  - 11월, 말레브 헝가리 항공. 공식 회원사로 가입함.
- 2006년
  - 6월, 일본항공, 공식 회원사로 가입함.
  - 10월, LAN 아르헨티나, LAN 에콰도르가 공식 제휴 회원사로 가입함.
  - 12월, 드래곤 에어 (현 캐세이 드래곤 항공)가 공식 제휴 회원사로 가입함.
- 2007년
  - 4월, 에어링구스, 공식 탈퇴.
  - 11월, 원월드 첫 공동 라운지가 로스앤젤레스 국제공항에 오픈함.
- 2009년
  - 2월, 원월드 탄생 10주년
  - 11월, 멕시카나 항공, 공식 회원사로 가입함.
  - 11월, 멕시카나 링크, 공식 제휴 회원사로 가입함.

### 2010년대
- 2010년
  - 6월, 킹피셔 항공, 공식 회원사로 가입함.
  - 8월, 멕시카나 항공과 멕시카나 링크, 재정난으로 파산, 자동 탈퇴됨.
  - 11월, S7 항공, 공식 회원사로 가입함.
- 2012년
  - 2월, 말레브 헝가리 항공, 재정난으로 파산, 자동 탈퇴됨.
  - 3월, 에어 베를린, 공식 회원사로 가입함.
  - 6월, 스리랑카 항공, 공식 회원사로 가입함.
  - 10월, 스카이 웨스트 항공, 익스프레스 제트가 공식 제휴 회원사로 가입함.
  - 12월, 오픈 스카이스, 공식 제휴 회원사로 가입함.
- 2013년
  - 2월, 말레이시아 항공, 공식 회원사로 가입함.
  - 2월, 아메리칸 항공, US 에어웨이즈와의 합병을 발표함.
  - 3월, LAN 칠레, TAM 항공와의 합병을 발표함.
  - 10월, 카타르 항공, 공식 회원사로 가입함.
- 2014년
  - 3월, TAM 항공, 공식 회원사로 가입하며 LAN 칠레과 합병을 완료, LATAM 항공 그룹으로 명칭을 변경.
  - 3월, US 에어웨이즈, 공식 회원사로 가입하며 아메리칸 항공과 합병을 완료함.
- 2017년
  - 10월, 에어 베를린, 재정난으로 파산, 자동 탈퇴됨.
  - 10월, 니키 항공, 에어 베를린 파산의 영향으로 자동 탈퇴됨.

### 2020년대
- 2020년
  - 4월 1일, 로열 에어 모로코, 공식 회원사로 가입.
  - 5월 1일, LATAM 항공 그룹, 공식 탈퇴.
- 2021년
  - 4월 1일 알래스카 항공, 공식 회원사로 가입.
- 2022년
  - 4월 19일 S7 항공, 우크라이나 침공사태로 인한 서방 제재 책임을 물어 회원자격을 정지함.

## 같이 보기
- 스카이팀
- 스타얼라이언스
- 항공 동맹